# پیچیده در سرخ
پیچیده در سرخ (انگلیسی: Wrapped in Red) نخستین آلبوم کریسمسی و در کل ششمین آلبوم استودیویی خواننده آمریکایی کلی کلارکسون است که در ۲۵ اکتبر ۲۰۱۳ توسط آرسی‌ای رکوردز منتشر شد. این آلبوم دنباله‌ای بر نخستین آلبوم بهترین‌های او با عنوان بهترین آهنگ‌ها – فصل اول و آلبوم چندآهنگهٔ همراه آن به نام  The Smoakstack Sessions Vol. 2 به شمار می‌آید. تهیه‌کنندگی این آلبوم را گرگ کرستین برعهده داشته و این نخستین آلبوم کریسمسی کلارکسون و تنها اثر اوست که به‌طور انحصاری توسط آرسی‌ای منتشر شده است. پیچیده در سرخ شامل شانزده قطعه است؛ پنج ترانهٔ اصلی که با همکاری کرستین نوشته شده‌اند و یازده بازخوانی از قطعات کلاسیک کریسمسی و سرودهای سنتی. دو قطعه از این بازخوانی‌ها به صورت دوئت با حضور خوانندگان رانی دان، ریبا مک‌اینتایر و تریشا یروود اجرا شده‌اند.
کلارکسون که از پرسش‌های مداوم دربارهٔ ژانر اصلی آثارش خسته شده بود، مدت‌ها آرزو داشت با ضبط یک آلبوم کریسمسی، مرزهای ژانری را کنار بزند. او گرگ کرستین را، که پیش‌تر موسیقی جاز را زیر نظر جکی بایارد آموخته بود، مأمور تهیهٔ کامل این آلبوم کرد. کلارکسون و کرستین با الهام از موسیقی فیلم‌های کریسمس چارلی براون و کریسمس سفید، همچنین آلبوم‌های کریسمسی ماریا کری، ریبا مک‌اینتایر و فیل اسپکتور، در سراسر آلبوم با سبک‌ها و صداهای متنوعی آزمایش کردند. موسیقی کریسمسی آلبوم پیچیده در سرخ ترکیبی از ژانرهای پاپ، جاز، کانتری و سول است که تغییری چشمگیر نسبت به فضای پاپ راک آلبوم‌های پیشین کلارکسون به‌شمار می‌آید. اشعار آلبوم نیز همگی حول تم واحد رنگ سرخ می‌چرخند؛ رنگی که نمایانگر طیف گسترده‌ای از احساسات در دوران تعطیلات کریسمس است.
آلبوم پیچیده در سرخ به جایگاه سوم جدول بیلبورد ۲۰۰ رسید و با فروش ۷۰ هزار نسخه در هفتهٔ نخست، صدرنشین جدول آلبوم‌های تعطیلات بیلبورد شد. این آلبوم به مدت ۹ هفتهٔ متوالی در جمع ده آلبوم برتر هر دو جدول باقی ماند و از سوی انجمن صنعت ضبط موسیقی آمریکا (آرآی‌ای‌ای) و میوزیک کانادا گواهی پلاتین دریافت کرد. تا پایان سال ۲۰۱۳، این اثر عنوان پرفروش‌ترین اثر کریسمسی سال در ایالات متحده و دومین اثر کریسمسی پرفروش در کانادا را به خود اختصاص داد. تک‌آهنگ آغازین آلبوم با نام «Underneath the Tree»، به یکی از چهل ترانهٔ برتر کریسمسی در سطح بین‌المللی تبدیل شد و پرشنونده‌ترین ترانهٔ جدید تعطیلاتی در رادیوهای سال ۲۰۱۳ بود. کلارکسون در راستای تبلیغ آلبوم، با لباس‌های قرمز در برنامه‌های تلویزیونی مختلف حضور یافت و یک ویژه‌برنامهٔ تلویزیونی با عنوان روایت موسیقی کریسمسی هشدارآمیز کلی کلارکسون را در ونیشین لاس‌وگاس ضبط کرد که در ۱۱ دسامبر ۲۰۱۳ از شبکهٔ ان‌بی‌سی پخش شد. در سال ۲۰۱۴، کلارکسون تایتل ترک آلبوم را به عنوان دومین تک‌آهنگ منتشر کرد و همچنین از ۲۰۱۴ تا ۲۰۱۶ میزبان کنسرت خیریهٔ کریسمسی معجزه در برادوی در سالن بریج‌استون آرنا بود.

## برای مطالعهٔ بیشتر
- Malcom, Shawna (November 23, 2013). "Kelly Clarkson's Best Christmas Ever". Parade. Archived from the original on June 7, 2014. Retrieved June 7, 2014.
- Luscombe, Belinda (November 11, 2013). "10 Questions for Kelly Clarkson". Time. Vol. 182, no. 20. p. 60. ISSN 0040-781X.